# セベクヘテプ6世
セベクヘテプ6世 (Sobekhotep VI) は、古代エジプト第13王朝のファラオ（王）。即位名はカーヘテプラー。代数については25代目または30代目、31代目と諸説ある。

## 概要
セベクヘテプ4世とその妻ティアンの息子だったと考えられる。セベクヘテプ4世は第13王朝で最も良く証明された王の一人で、ワディエルフディ（英語）出土の碑文から同じ名前の息子がいた事が判明している。また、別の出土品からセベクヘテプ6世自身にもKhaenoub（Khaesnebou）またはNubhoteptiという妻がいたと考えられている。
古い研究ではセベクヘテプ4世の直接の継承者と考えられており、セベクヘテプ5世と呼ばれていた。しかし、幾つかの史料から同じ名前の別の王（メルヘテプラー・セベクヘテプ）が二人の間に統治していた可能性が高まり、セベクヘテプ6世と呼ばれるようになった。
トリノ王名表によれば4年間統治した。アビドス出土のスカラベ印章やケルマ出土の小像などの遺物から知られている。イェリコの遺跡から出土した印章は当時のエジプトがレバント地域との貿易関係にあった事を示唆している。